# هم‌وردایی لورنتز

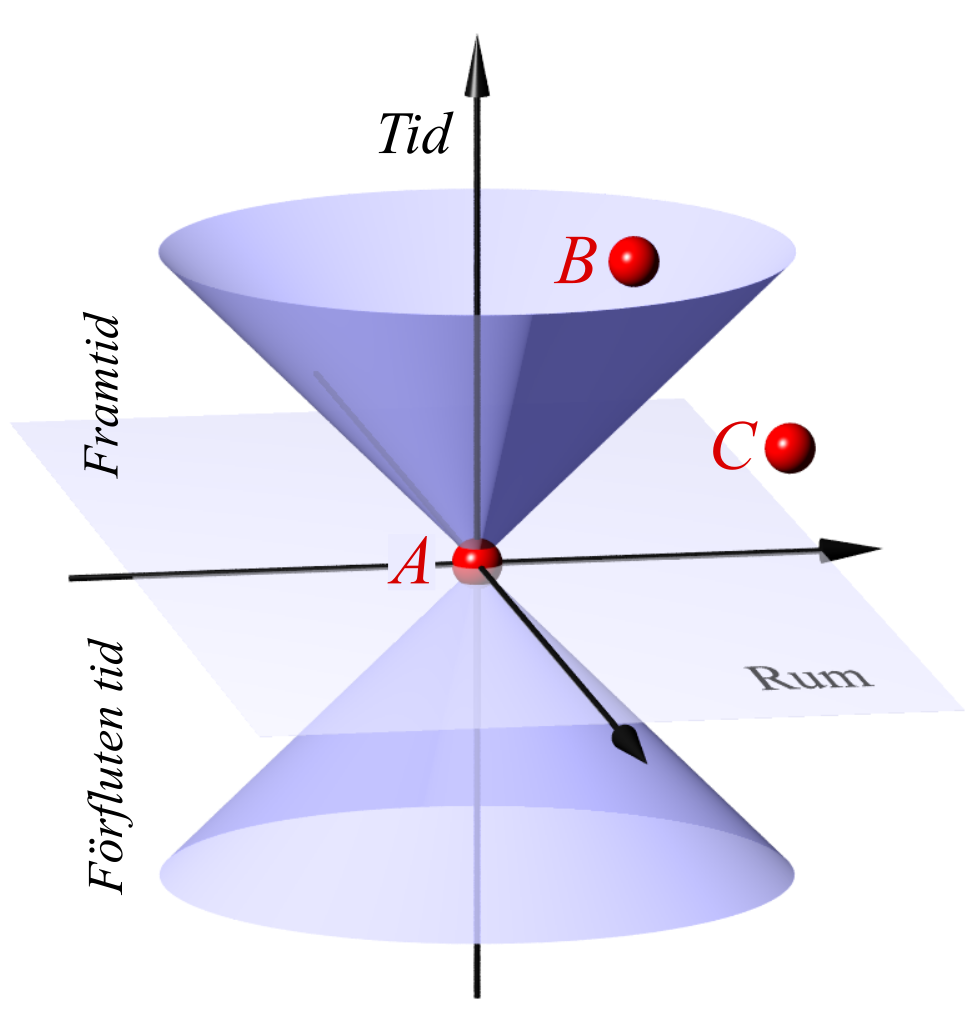
مخروط نور

تقارن لورنتز (لورنتس) در دانش فیزیک، که نام آن برگرفته از نام هندریک لورنتز می‌باشد، عبارت است از «ویژگی طبیعت که می‌گوید نتایج آزمایش‌ها مستقل از جهت گیری و سرعت آزمایشگاه در میان فضا هستند». لورنتز در تلاش جهت بهبود تبدیلات گالیله، تبدیل جدیدی یافت که تحت آن معادلات ماکسول در سیستم‌های مختصات مختلفی که نسبت به هم حرکت دارند، تغییر نمی‌کرد و به این ترتیب اساس نسبیت خاص بنا نهاده شد. این تبدیل اکنون تبدیلات لورنتس نامیده می‌شود.
یکی از مفاهیم مرتبط با تقارن لورنتز، هموردایی لورنتز می‌باشد که بنا بر نظریه نسبیت خاص از ویژگی‌های کلیدی فضا-زمان است. هموردایی لورنتز دو معنی متمایز اما مرتبط دارد:
1. یک کمیت فیزیکی را در صورتی هموردای لورنتز می‌خوانند که تحت یک نمایش گروه لورنتز تبدیل شود. بنا بر نظریه نمایش گروه لورنتز، این کمیتها از نرده ای‌ها، چارتانسور‌ها، چاربردار‌ها و اسپینور‌ها ساخته می‌شوند. به طورخاص، یک کمیت نرده‌ای (مانند بازه فضا-زمان) تحت تبدیلات لورنتز بدون تغییر می‌ماند و به آن ناوردای لورنتز گفته می‌شود (یعنی تحت یک نمایش بدیهی تبدیل می‌شوند).
2. یک معادله را هموردای لورنتز می‌گویند هرگاه بتوان آن را بر حسب کمیت‌های هموردای لورنتز نوشت. ویژگی کلیدی این معادلات این است که اگر در یک چارچوب لَخت برقرار باشند در هر چارچوب لخت دیگری نیز برقرار خواهند بود. این ویژگی از این امر پیروی می‌کند که اگر تمام مولفه‌های یک تانسور در یک چارچوب ناپدید شوند، در هر چارچوب دیگری نیز ناپدید خواهند شد. بنا بر اصل نسبیت این ویژگی ضروری است؛ یعنی همه قوانین غیرگرانشی باید برای آزمایشهای یکسانی که در یک رویداد فضازمان در دو چارچوب مرجع لخت مختلف رخ می‌دهند، نتایج یکسانی پیش بینی کنند.

کاربرد واژه هموردا در اینجا نباید با مفهوم مرتبط بردار هموردا اشتباه شود. در مورد خمینه‌ها، واژگان هموردا و پادوردا به چگونگی تبدیلات اشیاء تحت تبدیلات مختصات عمومی اشاره دارند.
هموردایی محلی لورنتز که از نسبیت عام نتیجه می‌شود، به کاربرد هموردایی لورنتز تنها به صورت محلی در ناحیه‌ای بینهایت کوچک از فضا-زمان در هرنقطه اشاره دارد. مفاهیم هموردای پوانکاره و ناوردای پوانکاره تعمیمی براین مفهوم هستند.

## واژه‌شناسی
فرهنگستان زبان و ادب فارسی، وَردیدن از ریشهٔ باستانی وَرت (وَرتیدن)، را به‌جای فعل to varry برگزیده است و از این فعل مشتقات وَردایی (variance)، وَردِش (variation)، وَردا (variant)، هم‌وَردا (covariant)، هم‌وردایی (covariannce)، ناوردا (invariant)، ناوردایی (invariance)، پادوَردا (contravariance) را ساخته است.

## مثالها
به طور کلی می‌توان ماهیت یک تانسور لورنتز را از روی مرتبه تانسور، که تعداد اندیس‌های آن است؛ تعیین نمود. مثلاً اگر هیچ اندیسی وجود نداشته باشد نشانه کمیت نرده‌ای و یک اندیس نشان دهنده بردار است. علاوه براین می‌توان با فشردن انواع مختلف تانسورها با یکدیگر می‌توان هر تعداد کمیت جدید نردهای، برداری و غیره ساخت، اما بسیاری از این کمیتها ممکن است معنای فیزیکی واقعی نداشته باشند. برخی از تانسورهایی که تعبیر فیزیکی دارند در زیر لیست شده‌اند. توجه کنید که روش علامت گذاری تانسور متریک به گونه‌ای است که در سراسر این نوشتار ماتریس قطری (۱، ۱−, ۱−, ۱−) = η.

### کمیتهای نرده‌ای لورنتز
بازه فضازمان:
{\displaystyle \Delta s^{2}=x^{a}x^{b}\eta _{ab}=c^{2}\Delta t^{2}-\Delta x^{2}-\Delta y^{2}-\Delta z^{2}}
زمان ویژه (برای بازه‌های زمانواره):
{\displaystyle \Delta \tau ={\sqrt {\frac {\Delta s^{2}}{c^{2}}}},\,\Delta s^{2}>0}
جرم لختی:
{\displaystyle m_{0}^{2}c^{2}=p^{a}p^{b}\eta _{ab}={\frac {E^{2}}{c^{2}}}-p_{x}^{2}-p_{y}^{2}-p_{z}^{2}}
ناورداهای الکترومغناطیس:
{\displaystyle F_{ab}F^{ab}=\ 2\left(B^{2}-{\frac {E^{2}}{c^{2}}}\right)}
{\displaystyle G_{cd}F^{cd}={\frac {1}{2}}\epsilon _{abcd}F^{ab}F^{cd}=-{\frac {4}{c}}\left({\vec {B}}\cdot {\vec {E}}\right)}
عملگر موج/دی آلمبرتی:
{\displaystyle \Box =\eta ^{\mu \nu }\partial _{\mu }\partial _{\nu }={\frac {1}{c^{2}}}{\frac {\partial ^{2}}{\partial t^{2}}}-{\frac {\partial ^{2}}{\partial x^{2}}}-{\frac {\partial ^{2}}{\partial y^{2}}}-{\frac {\partial ^{2}}{\partial z^{2}}}}

### چاربردارهای لورنتز
چار-جابه جایی:
{\displaystyle X^{a}=\left[ct,x,y,z\right]}
مشتق پاره‌ای:
{\displaystyle \partial _{a}=\left[{\frac {1}{c}}{\frac {\partial }{\partial t}},{\frac {\partial }{\partial x}},{\frac {\partial }{\partial y}},{\frac {\partial }{\partial z}}\right]}
چارسرعت:
{\displaystyle U^{a}={\frac {dX^{a}}{d\tau }}=\gamma \left[c,{\frac {dx}{dt}},{\frac {dy}{dt}},{\frac {dz}{dt}}\right]}
چارتکانه:
{\displaystyle P^{a}=m_{0}U^{a}=\left[{\frac {E}{c}},p_{x},p_{y},p_{z}\right]}
چارجریان:
{\displaystyle j^{a}=\left[c\rho ,j_{x},j_{y},j_{z}\right]}

### چارتانسور لورنتز
دلتای کرونکر:
{\displaystyle \delta _{b}^{a}={\begin{cases}1&{\mbox{if }}a=b,\\0&{\mbox{if }}a\neq b.\end{cases}}}
متریک مینکوفسکی (متریک فضا در نسبیت عام)
{\displaystyle \eta _{ab}=\eta ^{ab}={\begin{cases}1&{\mbox{if }}a=b=0,\\-1&{\mbox{if }}a=b=1,2,3,\\0&{\mbox{if }}a\neq b.\end{cases}}}
نماد لوی-چیویتا:
{\displaystyle \epsilon _{abcd}=-\epsilon ^{abcd}={\begin{cases}+1&{\mbox{if }}\{abcd\}{\mbox{ is an even permutation of }}\{0123\},\\-1&{\mbox{if }}\{abcd\}{\mbox{ is an odd permutation of }}\{0123\},\\0&{\mbox{otherwise.}}\end{cases}}}
تانسور میدان الکترومغناطیسی (با استفاده از رویه علامت گذاری +---):
{\displaystyle F_{ab}={\begin{bmatrix}0&E_{x}/c&E_{y}/c&E_{z}/c\\-E_{x}/c&0&-B_{z}&B_{y}\\-E_{y}/c&B_{z}&0&-B_{x}\\-E_{z}/c&-B_{y}&B_{x}&0\end{bmatrix}}}
تانسور میدان الکترومغناطیسی دوگانه:
{\displaystyle G_{cd}={\frac {1}{2}}\epsilon _{abcd}F^{ab}={\begin{bmatrix}0&B_{x}&B_{y}&B_{z}\\-B_{x}&0&E_{z}/c&-E_{y}/c\\-B_{y}&-E_{z}/c&0&E_{x}/c\\-B_{z}&E_{y}/c&-E_{x}/c&0\end{bmatrix}}}